# Metoda LAM

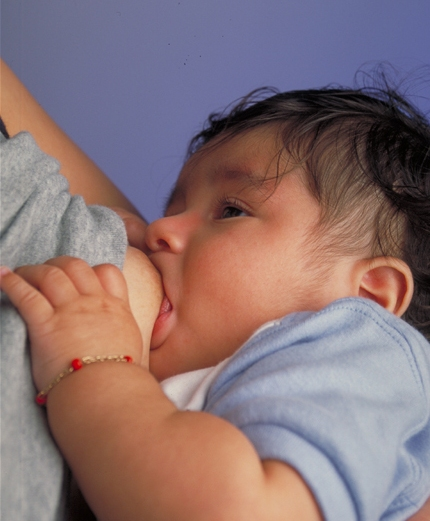
Niemowlę karmione piersią

Metoda LAM (ang. lactational amenorrhea method – metoda laktacyjnego braku miesiączki) – metoda regulacji poczęć, oparta na naturalnej, czasowej poporodowej bezpłodności, która występuje, gdy kobieta nie miesiączkuje i karmi wyłącznie piersią. Jeśli nie jest połączona ze stosowaniem środków chemicznych i mechanicznych, metoda ta może być uznana za jedną z metod naturalnego planowania rodziny (NPR). W celu skutecznego zapobiegania ciąży w razie powrotu miesiączek, zmniejszenia częstości lub długości trwania karmienia piersią, po wprowadzeniu karmienia butelką, a także po upływie 6 miesięcy od porodu, należy zastosować inną metodę antykoncepcji.

## Niepłodność wywołana karmieniem piersią
U kobiet, które spełniają wszystkie kryteria (wymienione poniżej), metoda LAM w pierwszych 6 miesiącach po porodzie ma skuteczność 98% lub wyższą.
- Karmienie piersią musi być jedynym źródłem pożywienia. Sztuczne dokarmianie, podawanie w butelce mleka odciąganego z piersi[5], oraz podawanie stałych pokarmów, zmniejsza skuteczność LAM.
- Dziecko musi być karmione piersią nie rzadziej niż co 4 godziny w ciągu dnia i nie rzadziej niż co 6 godzin w nocy.
- Wiek dziecka nie może przekraczać 6 miesięcy.
- Matka nie miała krwawienia z pochwy po upływie 56 dni od porodu (określając płodność, można zignorować krwawienie w pierwszych 56 dniach po porodzie).

### Ekologiczne karmienie piersią
Ekologiczne karmienie piersią jest bardziej rygorystyczną formą metody LAM, opracowaną przez Sheilę Kippley, jedną z założycieli Ligi Małżeństwo Małżeństwu. W badaniach z 1972 roku wykazano, że jej skuteczność sięga 99% w pierwszych 6 miesiącach po porodzie, a 94% w okresie późniejszym, aż do wystąpienia pierwszej menstruacji. Siedem standardów ekologicznego karmienia piersią nieco różni się od kryteriów metody LAM:
1. Karmienie piersią musi być jedynym źródłem pożywienia dziecka: bez sztucznego dokarmiania i dopajania, bez odciągania pokarmu do butelki oraz (jeśli wiek dziecka nie przekracza 6 miesięcy) bez stałych pokarmów i wody.
2. Nie można podawać niemowlęciu dla uspokojenia smoczka ani butelki, a dziecko nie może nawykowo ssać palca.
3. Dziecko musi być często karmione piersią. Standardy LAM to tylko minimum: im częściej tym lepiej. Ssanie powinno być przedłużone, gdy niemowlę szuka piersi, a nie tylko nastawione na dostarczenie pokarmu, gdy jest głodne. LAM wymaga karmienia na żądanie.
4. Matka musi spać z dzieckiem w tym samym łóżku, gdyż bliskość niemowlęcia zwiększa wydzielanie prolaktyny.
5. Matka nie może rozstawać się z dzieckiem. Dotyczy to oddawania dziecka opiekunce lub osobie, która wozi je na długie spacery i wszystkiego innego, co fizycznie oddziela matkę od jej dziecka. Noszenie niemowlęcia (w chustach lub nosidełkach z tkaniny) oznacza wzajemną dotykową stymulację między matką a dzieckiem i zwiększa dostęp niemowlęcia do piersi. Każda rozłąka zmniejsza skuteczność ekologicznego karmienia piersią.
6. Matka musi codziennie korzystać z drzemki razem z dzieckiem.
7. Matka nie miała krwawienia z pochwy po upływie 56 dni od porodu (można zignorować krwawienie w pierwszych 56 dniach po porodzie).

## Powrót płodności
Istnieje małe prawdopodobieństwo, że w okresie 10 tygodni od porodu u matek karmiących powróci owulacja. Zwykle owulację poprzedza wystąpienie miesiączki, chociaż w jednym małym badaniu wykazano, że owulacja poprzedzała wystąpienie miesiączki w 20%.
Powrót miesiączkowania po porodzie u różnych osób wygląda bardzo różnie. Im bardziej zachowanie kobiety jest zbliżone do siedmiu standardów ekologicznego karmienia piersią, tym później (przeciętnie) zacznie ona miesiączkować. U kobiet spełniających wszystkie siedem warunków, miesiączka wraca średnio 14 miesięcy po porodzie, ale u niektórych już po 2 miesiącach, a u innych nawet po 42 miesiącach. Pary, które chcą mieć dzieci w odstępach co 18–30 miesięcy pomiędzy dziećmi, mogą osiągnąć to polegając na samym karmieniu piersią.